# Pour les beaux yeux de ma belle
Pour plus de détails, voir Fiche technique et Distribution.
Pour les beaux yeux de ma belle (Irish Eyes Are Smiling) est un film musical américain en Technicolor réalisé par Gregory Ratoff, sorti en 1944.

## Synopsis
le film retrace la vie de Ernest Ball (1878–1927), un compositeur de chansons irlandaises à succès (le titre du film est une référence à l'une d'elles : When Irish Eyes Are Smiling).

## Fiche technique
- Titre français : Pour les beaux yeux de ma belle
- Titre original : Irish Eyes Are Smiling
- Réalisation : Gregory Ratoff
- Production : Damon Runyon
- Société de production : Twentieth Century-Fox
- Scénario : Earl Baldwin, John Tucker Battle, E.A. Ellington
- Musique : non crédité
- Photographie : James S. Hodgson, Harry Jackson
- Montage : Harmon Jones
- Pays de production : États-Unis
- Format : couleur (Technicolor) - 35 mm - 1,37:1 - son : Mono (Western Electric Recording)
- Genre : Film musical, Film biographique
- Durée : 90 min
- Dates de sortie : 
  - États-Unis : 7 novembre 1944
  - France : 29 août 1948

## Distribution
- Monty Woolley : Edgar Brawley
- June Haver : Mary "Irish" O'Neill
- Dick Haymes : Ernest R. Ball
- Anthony Quinn : Al Jackson
- Beverly Whitney : Lucille Lacey
- Maxie Rosenbloom : Stanley Ketchel
- Veda Ann Borg : Belle La Tour
- Clarence Kolb : Leo Betz
- Leonard Warren : chanteur d'opéra
- Blanche Thebom : chanteuse d'opéra
- Chick Chandler : le régisseur
- Muriel Page : Specialty Dancer
- Kenny Williams : Specialty Dancer
- Michael Dalmatoff : Maître d'hôtel